# Johann Baptist Wenzel Bergl

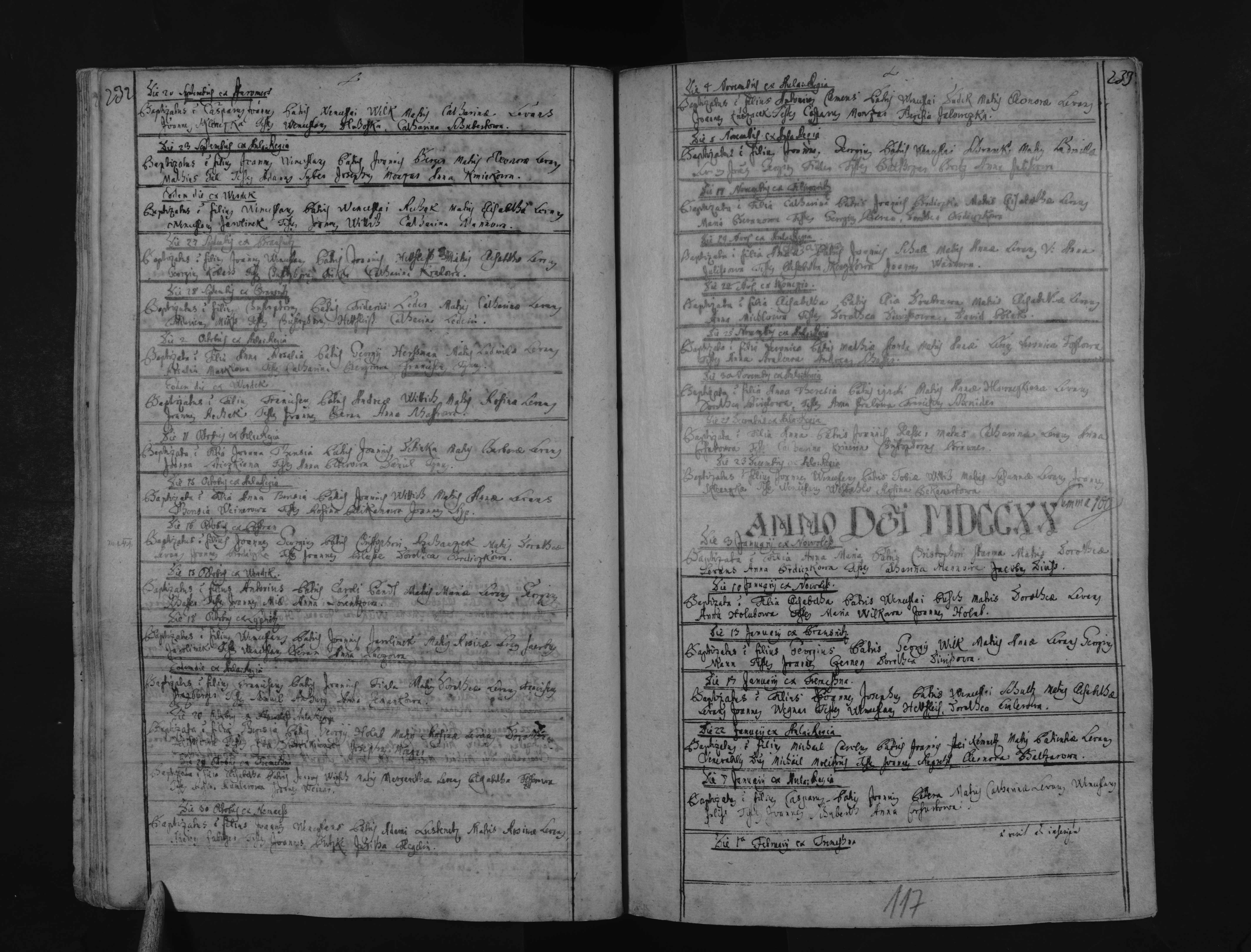
Kirchenbucheintrag der Geburt von Johann Baptist Wenzel Bergl

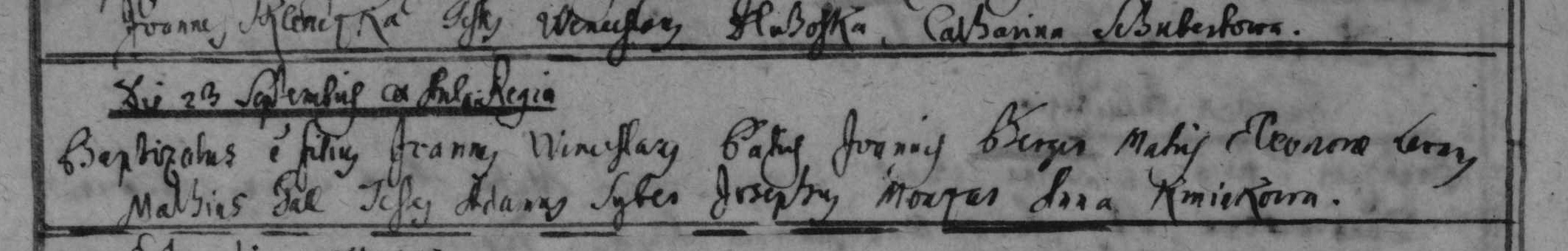
Detailansicht

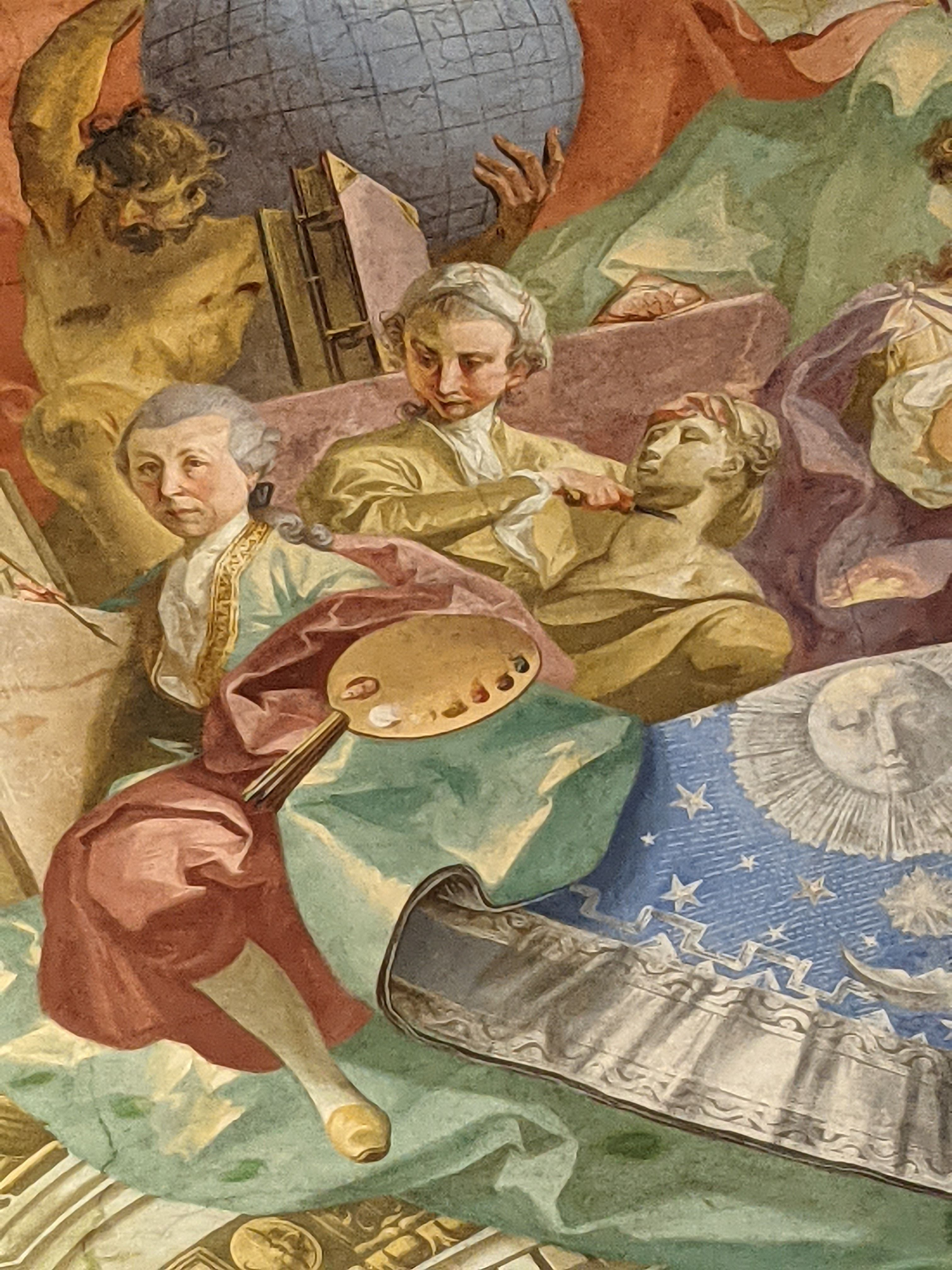
Vermutetes Selbstporträt von Bergl im Deckenfresko des Augustinerlesesaals

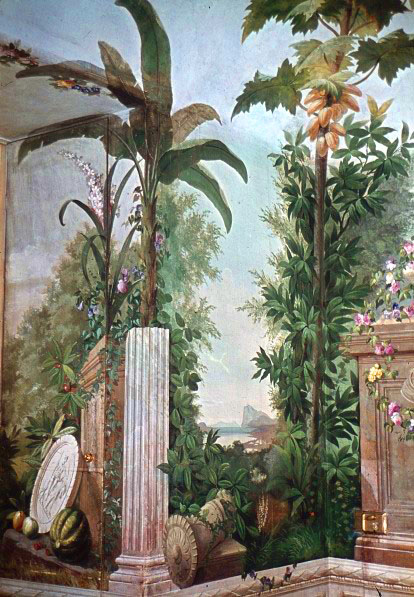
Fresco im Kronprinzenappartement im Schloss Schönbrunn

Johann Baptist Wenzel Bergl (* 23. September 1719 in Königinhof, Böhmen; † 15. Jänner 1789 in Wien) war ein österreichischer Maler des Rokoko.

## Leben
Bergl war ein Schüler von Paul Troger, zu dessen Hauptwerken die Marmorhalle im Stift Melk zählt, und ein Freund von Franz Anton Maulbertsch.
Bergl versah für Kaiserin Maria Theresia (1717–1780) sechs Räume in ihrem damaligen Besitz im heutigen Wiener Gemeindebezirk Hietzing mit malerischen Darstellungen exotischer Menschen, Flora und Fauna. Offenbar gefiel ihr seine Kunst, denn sie beauftragte ihn danach, um 1770, auch mit der Ausschmückung von drei Räumen in Schloss Schönbrunn: die sog. Bergl-Zimmer, das Gisela-Appartement, das Goess- und das Kronprinzenappartement (die Fresken wurden später mit grauen Leinwänden überdeckt und erst im Jahre 1891 entfernt und 1965 restauriert).
Im Jahr 1773 schuf er für die Grafenfamilie Kletzl im Schloss Donaudorf bei Ybbs das Freskenzimmer. (Das Schloss wurde 1954 im Zuge des Baus des Kraftwerks Ybbs-Persenbeug gesprengt, die abgenommenen Fresken wurden 1963 nach Schloss Laudon neben die Bibliothek transferiert.)
- Schloss Pielach

Bergl arbeitete auch im kirchlichen Auftrag:
- Als sein Hauptwerk in diesem Bereich gilt die Ausmalung der Stiftskirche Klein-Mariazell, die er von 1758 bis 1759 ausführte.[4]
- Wallfahrtskirche Dornau (nach 1774, nicht mehr erhalten)
- Deckenfresko im Augustinerlesesaal (1773), einst die Klosterbibliothek des Wiener Hofklosters der Augustiner Barfüßer, seit 1829 Lesesaal der Nationalbibliothek in Wien.
- Basilika Maria Dreieichen
- Gartenpavillon vom Stift Melk
- Stift Neukloster in Wiener Neustadt

## Werk
Viele seiner Ausmalungen zeigen paradiesische Gartenlandschaften, die er harmonisch mit illusionistischem Geschick in die Raumarchitektur integrierte. Mit seinen idyllischen Landschaften voller exotischer Pflanzen und romantischer Szenerien schuf Bergl eine neuartige Variation der Illusionsmalerei.